# Rishon
Le rishon (primaire en Hébreu) est une particule hypothétique proposée en 1979 par le physicien Haim Harari (et de manière parallèle et indépendante par Michael A. Shupe) pour réduire le nombre de particules élémentaires de la physique fondamentale.

## Théorie des rishons
La théorie des rishons (en anglais Rishon Model, RM) est le premier effort pour développer un modèle de préon ; elle ramène le nombre de particules élémentaires à deux :
- le rishon T (Tohu = "informe" en hébreu, ou Third = "tiers" en anglais, sa charge élémentaire étant de 1/3) ;
- le rishon V (Vohu = "vide" en hébreu, ou Vanish = "disparaître" en anglais, car il est électriquement neutre) (voir aussi tohu-bohu).

Tous les leptons et toutes les saveurs de quarks y deviennent des triplets de rishons ordonnés, ces groupes de trois rishons possédant un spin 1/2.  Sur cette base, on peut reconstituer les particules suivantes :
- TTT = antiélectron ;
- VVV = neutrino électronique ;
- TTV, TVT et VTT = trois charges de couleur des quarks up ;
- TVV, VTV et VVT = trois charges de couleur des antiquarks down.

À chaque rishon correspond une antiparticule, ce qui permet de retrouver :
- TTT = électron ;
- VVV = antineutrino électronique ;
- TTV, TVT, VTT = trois charges de couleur des antiquarks up ;
- TVV, VTV, VVT = trois charges de couleur des quarks down.

Au boson W+ correspond l'assemblage TTTVVV, et TTTVVV pour le boson W−.
Le nombre baryonique (B) et le nombre leptonique (L) ne sont pas conservés, mais la quantité B−L est conservée.  Un processus de violation du nombre baryonique (telle que la désintégration du proton) dans ce modèle serait alors :

 u  +  u  →  d  +  e+

/|\   /|\   /|\   /|\

TTV + TTV → TVV + TTT
- Dans cette théorie, la matière et l'antimatière sont également abondantes dans la nature.
- Les familles de quarks et de leptons de haute énergie sont censées correspondre à des états excités de la première famille de quarks et de leptons.
- La masse n'y est pas expliquée.

Dans la version étendue de cette théorie (dite version Harari–Seiberg), les rishons possèdent une couleur et une hypercouleur qui permettent d'expliquer pourquoi les seuls assemblages de rishons observés sont les quarks et les leptons.  En formulant certaines hypothèses, il est même possible de montrer que le modèle autorise exactement trois familles de quarks et de leptons.
En 2008, Piotr Zenczykowski a retrouvé le modèle RM en partant d'un espace de phase non-relativiste O(6).  Un tel modèle est basé sur des principes fondamentaux ainsi que sur l'algèbre de Clifford, et recouvre totalement le modèle RM en expliquant naturellement plusieurs caractéristiques obscures et parfois artificielles du modèle original.